# Бельгаев, Гомбо Цыбикович
Го́мбо Цы́бикович Бельга́ев (бур.  Бельгаев Сэбэгэй Гомбо; 1904—1983) — советский партийный и государственный деятель, 7-й председатель ЦИК Бурят-Монгольской АССР (1937—1938), исполняющий обязанности Председателя Совета Народных Комиссаров Бурят-Монгольской АССР, 1-й председатель Президиума Верховного Совета Бурят-Монгольской АССР, депутат Верховного Совета СССР. Заслуженный деятель искусств Бурятской АССР.

## Биография
Родился в 1904 году в улусе Харагун Тункинской волости Иркутского уезда Иркутской губернии (ныне — посёлок Зун-Мурино Тункинского района Бурятии) в семье крестьянина-бедняка Цыбика и его жены Безии.
С 1914 по 1917 год учился в Торской начальной школе. В 1918 году поступил в Харбятское двухклассное училище. В 1920 году после учёбы в Иркутской уездной совпартшколе избирается секретарём второго Куркутского сельсовета. Через год вступает в комсомол и организовывает комсомольскую ячейку в своём селе. После Бельгаева переводят на работу в Тункинский райком ВЛКСМ.
Проходил службу в Бурятском кавалерийском полку Красной Армии. После службы работал в Тункинском и Агинском райкомах партии.
С 1932 года — на партийной работе: инструктор отдела пропаганды Бурят-Монгольского обкома ВКП(б). С 1932 по 1935 годы работает редактором газеты «Буряад-Монголой Ύнэн». В 1935 году поступает в Ленинградский институт живых восточных языков, где получает специальность востоковеда-монголиста.
Вернувшись в Улан-Удэ Бельгаев работает директором Бурят-Монгольского государственного исследовательского института языка, литературы и истории. В августе 1937 года начинается политическая карьера: Гомбо Бельгаев избирается на должность Председателя Центрального исполнительного комитета БМАССР.
С октября по ноябрь 1937 года исполняет обязанности Председателя Совнаркома Бурят-Монгольской АССР, вместо репрессированного Дажупа Доржиева. В том же году избран депутатом Верховного Совета СССР.
В 1938 году Бельгаев избран Председателем Президиума Верховного Совета Бурят-Монгольской АССР. В годы Великой Отечественной войны Бельгаев работал заместителем Председателя Совета Народных комиссаров Бурят-Монгольской АССР.
В 1946 года Бельгаев был назначен директором Бурят-Монгольского исследовательского института культуры и экономики. Через пять лет, в 1951 году, он уходит на преподавательскую работу, становится заведующим кафедрой всеобщей истории в Бурят-Монгольском педагогическом институте им. Доржи Банзарова, где читал лекции по истории зарубежного Востока.
В 1953 году был назначен директором Бурятского государственного театра оперы и балета, где проработал до 1965 года. Театр под его руководством добился значительных результатов. В это время состоялись премьеры оперных спектаклей, как «Царская невеста», «Русалка», «Князь Игорь», «Борис Годунов» и др., была возобновлена опера «Энхэ-Булат батор». Были осуществлены постановки балетных спектаклей «Лебединое озеро», «Спящая красавица» «Жизель».
С 1965 году, уйдя с директорской должности, работал ответственным секретарём Бурятского отделения Всероссийского театрального общества.
Умер в 1983 году.

## Семья
- Долгор Будаевна Бельгаева — жена
- Владимир — сын, заслуженный архитектор РБ, почётный архитектор РФ.

## Награды и звания
- орден Трудового Красного Знамени (24.12.1959)
- орден «Знак Почёта» (31.10.1940)[2] — за выдающиеся заслуги в деле развития Бурят-Монгольского театрального и музыкального искусства
- Заслуженный деятель искусств Бурятской АССР